# Браян Сінгер
Браян Сінгер (англ. Bryan Singer, *17 вересня 1965, Нью-Йорк) — американський кінорежисер, який здобув популярність в 1995 році завдяки фільму «Звичайні підозрювані». Згодом зняв низку голлівудських блокбастерів, включаючи «Люди Ікс» (2000) і «Повернення Супермена» (2006), та зрежисував два епізоди першого сезону серіалу Доктор Хаус.

## Біографія
Народився 17 вересня 1965 року в Нью-Йорк.
Після короткометражного фільму 1988 «Левиний рів», у якому зняв своїх друзів і знайомих, в 1993 році він випустив малобюджетну стрічку «Громадський доступ», яка отримала великий приз журі на Санденсі. Отримавши, таким чином, перше професійне визнання, у співпраці зі сценаристом Крістофер Маккворрі зняв стрічку «Звичайні підозрювані» (1995), що зібрала вже кілька різнопланових нагород, включаючи «Оскар» МакКворрі за оригінальний сценарій. Цей фільм перевів зі сфери незалежного кіно у сферу голлівудського кінематографа, хоча певний нонконформізм простежується і в деяких його наступних роботах — перш за все, у винятково гострому за тематикою фільмі «Здібний учень» (1998).
Наприкінці 2008 року на екрани вийшов фільм Сінгера «Операція «Валькірія». В основі його сюжету покладена історія про змову 20 липня — невдалу спробу замаху на Адольфа Гітлера під час Другої світової війни групою офіцерів Вермахту. Роль графа Клауса фон Штауффенберґа в картині зіграв  Том Круз.

## Фільмографія

### Режисер, сценарист, продюсер
| Рік       | Українська назва                   | Оригінальна назва                                  | У ролі  | У ролі    | У ролі     | Примітка                                     |
| Рік       | Українська назва                   | Оригінальна назва                                  | Режисер | Сценарист | Продюсер   | Примітка                                     |
| --------- | ---------------------------------- | -------------------------------------------------- | ------- | --------- | ---------- | -------------------------------------------- |
| 1988      | У лігвищі лева                     | Lion’s Den                                         | Так     | Так       | Так        | короткометражний фільм                       |
| 1993      | Громадський доступ                 | Public Access                                      | Так     | Так       | Так        |                                              |
| 1995      | Звичайні підозрювані               | The Usual Suspects                                 | Так     | Ні        | Так        |                                              |
| 1998      | Здібний учень                      | Apt Pupil                                          | Так     | Ні        | Так        |                                              |
| 1998      |                                    | Burn                                               | Ні      | Ні        | Так        |                                              |
| 2000      | Люди Ікс                           | X-Men                                              | Так     | історія   | Ні         |                                              |
| 2003      | Люди Ікс 2                         | X2                                                 | Так     | історія   | виконавчий |                                              |
| 2004-2012 | Доктор Хаус                        | House                                              | Так     | Ні        | виконавчий | телесеріал Епізоди: "Pilot", "Occam's Razor" |
| 2005      | Трикутник                          | The Triangle                                       | Ні      | Ні        | Так        | мінісеріал                                   |
| 2006      | Повернення Супермена               | Superman Returns                                   | Так     | історія   | Так        |                                              |
| 2006      |                                    | Look, Up in the Sky: The Amazing Story of Superman | Ні      | Ні        | виконавчий | документальний фільм                         |
| 2006      |                                    | The Science of Superman                            | Ні      | Ні        | Так        | телевізійний фільм                           |
| 2007      |                                    | Color Me Olsen                                     | Ні      | Ні        | Так        | короткометражний фільм                       |
| 2007-2009 |                                    | Dirty Sexy Money                                   | Ні      | Ні        | виконавчий | телесеріал                                   |
| 2007      | Цукерки або смерть                 | Trick 'r Treat                                     | Ні      | Ні        | Так        |                                              |
| 2008      | Операція «Валькірія»               | Valkyrie                                           | Так     | Так       | Ні         |                                              |
| 2011      | Люди Ікс: Перший клас              | X-Men: First Class                                 | Ні      | історія   | Так        |                                              |
| 2012      | Провулок пересмішника              | Mockingbird Lane                                   | Так     | Ні        | виконавчий | телевізійний фільм                           |
| 2012-2013 |                                    | H+: The Digital Series                             | Ні      | Ні        | Так        | вебсеріал                                    |
| 2013      | Джек — вбивця велетнів             | Jack the Giant Slayer                              | Так     | Ні        | Так        |                                              |
| 2013      |                                    | Uwantme2killhim?                                   | Ні      | Ні        | Так        |                                              |
| 2014      | Люди Ікс: Дні минулого майбутнього | X-Men: Days of Future Past                         | Так     | концепт   | Так        |                                              |
| 2014      |                                    | The Taking of Deborah Logan                        | Ні      | Ні        | Так        |                                              |
| 2015      |                                    | Battle Creek                                       | Так     | Ні        | виконавчий | телесеріал Епізод: "The Battle Creek Way"    |
| 2016      | Люди Ікс: Апокаліпсис              | X-Men: Apocalypse                                  | Так     | історія   | Так        |                                              |
| 2017      | Легіон                             | Legion                                             | Ні      | Ні        | виконавчий | телесеріал                                   |
| 2017-2019 | Обдаровані                         | The Gifted                                         | Так     | Ні        | виконавчий | телесеріал Епізод: "eXposed"                 |
| 2018      | Богемна рапсодія                   | Bohemian Rhapsody                                  | Так     | Ні        | виконавчий | замінив Декстера Флетчера                    |
| 2019      | Люди Ікс: Темний Фенікс            | Dark Phoenix                                       | Ні      | Ні        | Так        | в титрах не вказаний                         |

### Актор
| Рік  |    | Українська назва                   | Оригінальна назва          | Роль                        |
| ---- | -- | ---------------------------------- | -------------------------- | --------------------------- |
| 1988 | кф |                                    | Lion's Den                 | Майкл                       |
| 2002 | ф  | Зоряний шлях: Відплата             | Star Trek: Nemesis         | Келлі                       |
| 2003 | ф  | Люди Ікс 2                         | X2                         | охоронець                   |
| 2004 | с  | Доктор Хаус                        | House                      | камео                       |
| 2014 | ф  | Люди Ікс: Дні минулого майбутнього | X-Men: Days of Future Past | чоловік з маленькою камерою |
| 2016 | ф  | Люди Ікс: Апокаліпсис              | X-Men: Apocalypse          | охоронець                   |